# ويليام مورو (سائق سيارة سباق)
ويليام مورو (بالفرنسية: Guillaume Moreau)‏ هو سائق سيارة سباق فرنسي، ولد في 8 مارس 1983 في ليموج في فرنسا.

## وصلات خارجية
- ويليام مورو على موقع DriverDB.com (الإنجليزية)

- الموقع الرسمي